# Trebeltal
Het Trebeltal is een natuurgebied in de Duitse deelstaat Mecklenburg-Voor-Pommeren, zes kilometer ten noordoosten van Gnoien. De bescherming van het gebied gebeurde op 7 september 1990. Door het natuurgebied stromen twee waterstromen: de Trebel en de Warbel. Het doel van de bescherming van dit gebied is het beschermen van de moerassige vallei die de grens vormt tussen Mecklenburg en Pommeren. Door de afgelegen ligging herbergt het gebied een groot aantal zeldzame planten- en diersoorten.
De actuele toestand van het gebied kan als gunstig bestempeld worden hoewel de jarenlange ontwatering van het gebied nadelige gevolgen heeft. Hierdoor is hervernatting van het gebied, vooral nabij Bassendorf, in de laatste een belangrijk topic.